# Parlement de Gotha
Le parlement de Gotha (Gothaer Nachparlament en allemand) est une assemblée de 148 députés du parlement de Francfort qui s'est réunie à Gotha du 26 au 28 juin 1849.
Les députés libéraux, favorables à une monarchie constitutionnelle héréditaire mais déçus par le résultat de la Kaiserdeputation se rassemblent pour décider d'une nouvelle orientation politique.
Parmi eux Hermann von Beckerath, Friedrich Christoph Dahlmann, Heinrich von Gagern, Jacob Grimm, Karl Mathy, Robert von Mohl et Eduard Simson.
Ils trouvent un accord pour soutenir la politique dite « d'union » menée par Joseph von Radowitz qui se concrétise par la formation de l'union d'Erfurt. Leur objectif, après l'échec du parlement de Francfort, est de donner une constitution à l'Allemagne.
Le principe de monarchie avec à sa tête le roi de Prusse n'est pas remis en question.